# 不完全菌
不完全菌（ふかんぜんきん、fungi imperfecti）とは、子のう菌・担子菌の仲間ではあるものの、有性生殖を営むステージが未発見であるため分類学的な位置が不詳である状態のもの及びその集合に対する呼称である。呼称の由来は、菌類の生活環において有性生殖を行わず無性生殖のみを行うステージである不完全世代（アナモルフ）のみが発見され、有性生殖も行うステージである完全世代（テレオモルフ）が不明であることによる。身近に見ることのできるカビの大部分は不完全世代の状態であり、しばしば不完全菌が含まれる。
菌類の生活環の多くは視覚的特長に乏しい菌糸体であり、生化学的手段をとらない限り、生殖器によらなければ同定は困難である。また既知の子のう菌や担子菌の不完全型と酷似していても、完全型が未知の近縁別種であったり、有性生殖能力を喪失した近縁種である可能性は棄却できない。このような理由により、完全型が発見されている菌であっても、不完全型に対しては不完全菌として与えられた名称が使われる場合も多い。例えば、完全型に対して与えられたEmericella nidulansではなく、不完全型に対して与えられたAspergillus nidulansを便宜上使用することが容認される場合が多い。

## 不完全菌とは
たとえばパンの上に生えてくるカビは、アオカビやコウジカビであることが多い。これらのカビは短期間に多数の胞子を生産する。これらの胞子は体細胞分裂で作られるもので、飛んでいって発芽すれば、同じような菌糸体を生じる。また、この胞子を培養すれば、シャーレ内の人工培地上で、何世代でも同じ菌糸体を培養することができる。このように、無性生殖によって生活を続ける菌の場合、有性生殖を観察する機会は稀である。アオカビやコウジカビには、菌糸の接合の後、小さな子実体を作るものがあるが、それらを見ることは珍しい。
菌類の分類は、有性生殖や減数分裂によってできる構造といった点を反映する完全世代を中心に行われたため、このように無性生殖のみを繰り返し不完全世代のみが知られる菌を体系に組み込むことは困難であった。このことから、このような菌類を不完全菌と呼ぶようになった。不完全菌がそのような有性生殖などが見つかれば、完全世代としての学名が与えられ、完全世代を含めた分類体系に組み込まれる。しかし、完全世代が見つかるまで名称が存在しない状態を避けるため、不完全菌に対しても命名と分類が行われてきた。この命名には類縁関係が反映されることを期待できないため、英語では不完全菌類の「属」を通常のgenusではなくform-genusと呼ぶこともある。
また、有性生殖が不明な菌であっても、接合菌門のカビやツボカビ門、あるいは卵菌類のものは、無性生殖器官の特徴（接合菌なら胞子のう）など、菌糸体の特徴（たいていは多核体）によって、それらの分類群の一種として扱われ、不完全菌として扱われることはない（ただし、接合菌には菌糸体や胞子の特徴で判別できず混乱した事例もある）。
現在では不完全菌と言えば、子のう菌か担子菌の系統の菌類で、無性生殖を繰り返して生育するものを指す。かつては、これを独立した分類群のように扱い、不完全菌亜門・糸状不完全菌綱などの名称があったが、近年ではそのような扱いは行われていない。現在では、分子系統学的によって系統的位置を調べることで分類学的再検討が進んでいるが、現在の命名規約では完全世代が発見されなければ完全世代としての命名ができず、分子系統学には他種の混入していない菌体を十分量使用する必要がある等の課題がある。

## 生活環
子嚢菌または担子菌であることから、それらの他種と同様な生活環を持つと考えられている。したがって、不完全菌であっても実際にはその多くが有性生殖を持ち、単に培養下ではそれが観察しづらいか、限られた時期や場所、その他の条件でのみ有性生殖が行われるものと考えられている。一方で、有性生殖を全くしていない可能性があると考えられているものもある。
他方、有性生殖の仕組みを発達させずとも、それと同等の遺伝子のやりとりが可能な現象として、疑似有性生殖があり、一部のものはこれによって実質的には有性生殖の効用を得ているものと考えられている。

## 完全世代との関連と分類
不完全菌は有性生殖が知られていない菌であり、菌の系統分類には有性生殖の構造が重要とされる。したがって、無性生殖器官での分類は系統関係を反映していない可能性が高く、それがform-genusといった用語にも現れている。しかし、そうではあっても、分類する以上はそれが系統関係を反映することは望ましいことである。したがって、不完全菌の完全世代を探すことは不完全菌の分類から見ても重要なことである。
不完全菌の分類は、古くはサッカルドーの体系が用いられた。これはまず菌糸が無色のものと有色のものを分け、次に分生子の形で分け、さらに構成する細胞の数で分け、という風なもので、整理には便利であるが人為分類の臭いが強い。これに対して新たに提案されたのがHughes-Subramanian-Tubakiの分類体系で、これは分生子形成型に重点を置いたものである。完全世代が近縁なものは、分生子の形成型が似ているという判断である。これによってある程度は完全世代の分類体系との対応が取れるようになり、完全世代が近縁のものは不完全世代も近いものになる例が多い。
しかしながら、現実には両者を完全に対応させることは困難なようである。未だに完全世代が発見されないものもあれば、完全世代において一つの種が二通り以上の分生子世代の型を持っている例も知られており、中には複数の属にまたがる例まである。現在では、完全世代が不明のものも、分子系統学的研究によって分類学的位置が推定できるようになっており、ほぼ同じ姿の不完全世代のものが、かけ離れた完全世代を複数持つ例があるらしいことが知られる。この場合、分生子形成に収斂進化が起きた可能性も指摘されるが、構造が単純なカビの場合、単に区別がつかないくらい単純である場合も考えられる。

## 名称等
不完全菌の名は、英名のimperfect fungiに基づく。中国では半知菌という。20世紀末より不完全菌にあたるimperfect fungiはあまり使われなくなり、Conidial Fungi（分生子を作る菌）や栄養胞子形成菌（Mitosporic Fungi　体細胞分裂の胞子を作る菌）、あるいはアナモルフ菌（Anamorphic Fungi　アナモルフ（無性生殖）の菌）といった用語が使われている。
分類体系については、以前は以下のような名称を用いた。
不完全菌（imperfect fungi, Fungi Imperfecti)
- 不完全菌門 form-division Deuteromycota
  - 不完全酵母綱 form-class Blastomycetes
  - 不完全糸状菌綱 form-class Hyphomycetes
  - 分生子果不完全菌綱 form-class Coelomycetes

このように、子嚢菌や担子菌といった正規の分類体系に平行するように、一応分類群としてその存在を認めていたが、1992年にアメリカ合衆国オレゴン州ニューポートでホロモルフ会議というのが行われ、この場でこのような分類群としての扱いをやめることが決定された。したがって、現在では不完全菌という用語は単なる普通名詞である。しかし、不完全菌として命名された名は、この使用をやめることが現実的には難しく、かつ実用上の利便性もあり、まだまだ使われ続けるであろう。
個々のカビの名は、学名は当然あるが、和名がつけられているものは少なく、あっても種を対象にではなく、せいぜい属に対して与えられているにすぎない。アオカビ、コウジカビなどは一応学名では属名と対応がつけられている例であるが、クロカビ、アカカビなどは漠然とした対象を指している場合が多い。それ以外の場合は、ほとんど和名をつけることは行われていない。学名のカタカナ表記か、あるいは病原体であれば（植物の病原菌は多くの種がある）、何々病菌といった名で呼ばれる。ただし、学名のカタカナ表記は表現にゆれがある。Paecilomycesはパエキロミケスかペシロマイセスのどちらかになる。また、病気名の場合、その属の種すべてが同一の病気を引き起こすわけではないので、属名としては使えず、融通が利かない難点がある。

## 不完全菌の特徴
子のう菌・担子菌には、単細胞で生活する酵母の形を取るものと、菌糸体を発達させるものがある。不完全菌にも、それに対応して、不完全酵母類・不完全糸状菌類がある。不完全酵母は出芽や分裂によって増殖する。
不完全糸状菌は、一定幅で隔壁を持つ菌糸からなる菌糸体を作る。所々から柄をのばし、胞子を形成する。不完全糸状菌の胞子の主要なものは分生子といい、分生子柄の先に分裂や出芽などによって作られる。袋に入った状態で作られることはない。分生子の形、作られ方などは不完全菌の分類で重視される特徴である。分生子柄はバラバラに作られるものが多いが、互いにより集まって分生子柄のマットを形成するもの、くっつき合って共通の柄を作り、その先に多数の分生子を作るもの、それらを覆う構造を持ち、簡単な子実体のようになるものも知られている。他に、菌糸の一部の壁が厚くなった厚壁胞子を形成するものもある。
また、分生子を子実体様の構造を作って形成するものがある。子のう菌類の閉子のう殻に似たものなどが知られ、分生子果不完全菌という。
分生子を形成しない不完全菌もある。この場合、菌糸の特徴や菌核などの形質で同定が行われる。

## 不完全菌の生息環境
子のう菌・担子菌など高等な菌類の生活の主体は陸上である。したがって不完全菌も、陸上の環境に多く見られる。
おおよそ、菌類の生息する環境ならばどこにでも不完全菌は出現する。人間の生活空間であれば、食物、家具、家の壁等、有機物が存在し、ある程度の湿気があれば、カビは出てくるし、それはたいていは不完全菌である。自然な環境であれば、動植物遺体、糞、落ち葉などそれぞれに様々なカビが繁殖する。セルロース分解が得意なものもあるし、動物の毛などケラチン質を好むものもある。また、生き物を侵すものもたくさんある。植物の病気を引き起こすもの、動物に寄生するもの、線虫捕食菌など、様々な形で栄養を漁る。藻類と共生して地衣類となるものもあり、不完全地衣類と呼ばれる。水中には、落ち葉につく水生不完全菌がいる。海産種も数は多くないが知られている。
ただし、その活動を本当に知ることはかなり難しい。カビがそこに“いる”ことを知るためには、培養によってその姿を見なければならない。正確な同定には純粋培養が必要になる。このことが、自然界でのカビの活動を知るためには、大きな困難となる。たとえば、森林土壌中のカビを探すために、土を取ってきて、水に入れてかき混ぜ、上澄みをシャーレの中の培地に流し込み、育てたとしたら、おそらく、アオカビやコウジカビがたくさん出てくるかもしれない。ところが、慎重に土の中から枯葉を取りだし、これを滅菌水中で完全に洗い、それを培養すれば、たぶん違ったカビが出現する。アオカビやコウジカビは、人家の中で、すぐに生えてくることでもわかるように、常にそこら中に胞子が飛んでいて、好適な場があればすぐに生えてくるので、このような結果になるわけである。いわば、彼らは菌類の中の雑草のような存在である。また、後者のようなやり方でも、キノコには、この枯葉は小さすぎて、たぶん出てはこないことも配慮せねばならない。

## 人間との関わり
とにかくカビとして遭遇する生物の大半は不完全菌である。従って、その影響は極めて多岐にわたる。直接的な影響だけを考えても、ずいぶんと事例が多い。人間に直接加害するものには、病原体となるものも知られ、ヒストプラズマのように非常に危険なものから、身近な白癬菌（いわゆる「ミズムシ」「タムシ」）までがある。逆に薬になるものもあり、アオカビの一種からはペニシリンが発見されたので有名である。アオカビ・コウジカビは食品を腐らせる代表でもあり、発酵産業でも様々に応用されている。貴腐ワインはブドウにカビがついたものを材料にする。ハイイロカビが果実表面のロウを分解するためである。昆虫に寄生するものは、害虫防除への応用が見込まれる。
作物の病気を引き起こすものも多々ある。農作物に被害を与えるものも多々あるが、トリコデルマのようにキノコ栽培に被害を与えるものも存在する。壁にカビが生えればシミになり、場合によっては胞子がアレルギーの原因となる。
カビ以外にも、酵母において不完全菌であるものもあり、カンジダはその代表である。これも病原性のものが含まれる。キノコにも不完全菌であるものがある。冬虫夏草のひとつ、クモタケはその例である。不完全菌が地衣類を形成する場合、不完全地衣と呼ばれる。

## 代表的な属
- 不完全酵母
  - Candida（カンジダ）・Cryptococcus・Rhodotorula（ロドトルラ）・Massenzia・Saitoella（サイトエラ）・Sporobolomyces・Symbiotaphrina
- 不完全糸状菌
  - Acremonium（アクレモニウム）・Alternaria（アルテルナリア）・Ambrosiella・Arthrobotrys・Aspergillus（コウジカビ）・Aureobasidium・Beauveria（カイコの白きょう病菌）・Blastomyces・Botriosporium・Botrytis（ハイイロカビ）・Chalara・Cercospora・Cephalosporium・Chrysomnia・Chrysosporium・Cladosporium（クラドスポリウム）・Chlorodoim・Coccidioides（コクシジオイデス）・Cryptococcus・Curvularia・Cylindrocarpon・Cylindrocladium・Drechslera・Epicoccum・Fusarium（フザリウム）・Geotrichum・Gliocladium・Graphium・Helicomyces・Helicosporium・Heliscus・Helmithosporium・Hyalodendron・Hystoplasma（ヒストプラズマ）・Isaria・Lemonniera・Metarhizium・Microsporium・Monilia（アカパンカビなど）・Monocillium・Nigrospora・Nodulisporium・Nomuraea（クモタケ）・Oidiodendron・Oidium・Paecilomyces（ハナサナギタケなど）・Penicillium（アオカビ）・Phialomyces・Phialophora・Pyricularia（イモチキン）・Raffaelea・Ramularia・Rhinocladiella・Sporpthrix・Staphylotricum・Stilbella・Thermomyces・Trichiphyton（白癬菌）・Trichoderma（トリコデルマ）・Trichothecium・Tripospermum・Varicosporium・Verticillium
- 分生子果不完全菌
  - Ascochyta（アスコキタ）・Endothiella・Leucocytospora・Melasmia・Pestalotia（ペスタロチア）・Pestalotiopsis・Phoma（フォーマ）・Phomopsis・Septoria
- 無胞子不完全菌
  - Rhizoctonia(リゾクトニア)・Sclerotium
- 不完全地衣類
  - Lepraria・Leprocaulon